# 伊藤たける
伊藤 たける（いとう たける、1986年10月2日 - ）は、日本の弁護士（富山県弁護士会所属）。法律事務所Z代表弁護士、大阪大学高等司法研究科非常勤講師、広島大学法科大学院客員准教授、関西大学法科大学院非常勤講師。株式会社BEXA代表取締役CPO。

## 経歴・人物
東京都江戸川区生まれ。千葉県船橋市育ち。
慶應義塾高等学校在学中の2004年9月から12月にかけて、NHK教育テレビの討論番組「真剣10代しゃべり場」に16期レギュラーとして出演したことがきっかけで憲法と出会い、法学部へ進学することを決意する。
2005年4月、慶應義塾大学法学部政治学科に入学する。
2009年4月、慶應義塾大学法科大学院既修者コースに入学し、2011年3月に修了。2011年7月に国家公務員試験Ⅰ種（法律）に合格、同年9月には新司法試験に合格した。
受験時代から、ブログ「憲法の流儀」を運営しており、司法試験合格後は、USTREAMなどのインターネット動画配信サービスを中心に法学教育を行っていたが、2012年4月より内閣府及び消費者庁の職員として勤務していた期間は教育活動を中断していた。
2012年11月より司法修習生（第66期）として採用され、2013年12月に修了。
2014年1月に弁護士登録（滋賀弁護士会）。
司法試験雑誌「受験新報」での連載をもつほか、関西大学法科大学院や京都産業大学などにおいて非常勤講師も務めるなど、法学教育活動を継続している。また、自らインターネット教育サービス事業を展開する「ロースクール・ポラリス」や「BEXA」も運営している。
2017年1月に滋賀弁護士会から富山県弁護士会に登録替え。
2022年法律事務所Zを代表弁護士として開業。

趣味はライザップによるダイエット、美容医療。

## 著作
- 二重の基準論の再考 法律学研究42号（慶應義塾出版会）
- 憲法訴訟の基本構造―主張適格と適用違憲の再考―　慶應義塾大学法務研究科リサーチペーパー 平成22年度（2010年度）第4号
- 違憲審査の方法と対象―部分違憲と適用違憲の区別を中心に―　慶應義塾大学法務研究科リサーチペーパー 平成23年度（2011年度）第1号
- 研究ノート 「間接的」「付随的」とは何か 関西大学「法科大学院ジャーナル」第10号51～64頁
- 司法試験 予備試験 論文式問題と解説＜平成27年度＞ 共著 法学書院 （憲法・行政法）